# Riccardo Ricciardi (politico)
Riccardo Ricciardi (Pietrasanta, 8 maggio 1982) è un politico italiano, dal 23 marzo 2018 deputato alla Camera per il Movimento 5 Stelle, di cui dal 21 ottobre 2021 è vicepresidente.

## Biografia
Nato l'8 maggio 1982 a Pietrasanta, in provincia di Lucca, ma vive a Massa; dopo la maturità classica nel 2000, si è laureato in lettere e filosofia all'Università di Pisa nel 2006, lavora come regista teatrale, ha collaborato negli anni con Pier Camillo Davigo, Ilaria Cucchi, Francesco De Gregori, Sandro Ruotolo, Federico Buffa e Piergiorgio Odifreddi.
Nel 2018 nasce il suo primo figlio Augusto. Nel 2023 diventa padre per la seconda volta di Federico, nato dalla relazione con la collega deputata Gilda Sportiello.

### Attività politica
Nel 2007 aderisce alla piattaforma meet-up Amici di Beppe Grillo, partecipando ai V-Day di Beppe Grillo, sulla scia della quale nascerà nel 2009 il Movimento 5 Stelle (M5S) di Grillo e Gianroberto Casaleggio.
Nel 2011 s'impegna nella campagna referendaria per il referendum abrogativo sull'acqua pubblica.
Alle elezioni comunali in Toscana del 2013 si candida a sindaco di Massa per il Movimento 5 Stelle (M5S), raccogliendo tuttavia il 12,01% dei voti, arrivando al terzo posto e non venendo eletto primo cittadino; riesce comunque a diventare consigliere comunale di Massa, all'opposizione dell'amministrazione comunale di Alessandro Volpi, rimanendo in carica fino al 2018.
Alle elezioni politiche del 2018 viene candidato alla Camera dei deputati, tra le liste del Movimento 5 Stelle nel collegio plurinominale Toscana - 01, venendo eletto deputato. Nella XVIII legislatura della Repubblica è stato componente della 8ª Commissione Ambiente, territorio e lavori pubblici (2018-2020), della 7ª Commissione Cultura, scienza e istruzione (2020-2021), in sostituzione del sottosegretario alla giustizia Vittorio Ferraresi, della 2ª Commissione Giustizia (2020-2021) e della 14ª Commissione Politiche dell'Unione europea (2020-2022), oltre a ricoprire l'incarico di vice-capogruppo vicario del gruppo parlamentare M5S alla Camera dal 12 dicembre 2019 al 10 dicembre 2021.

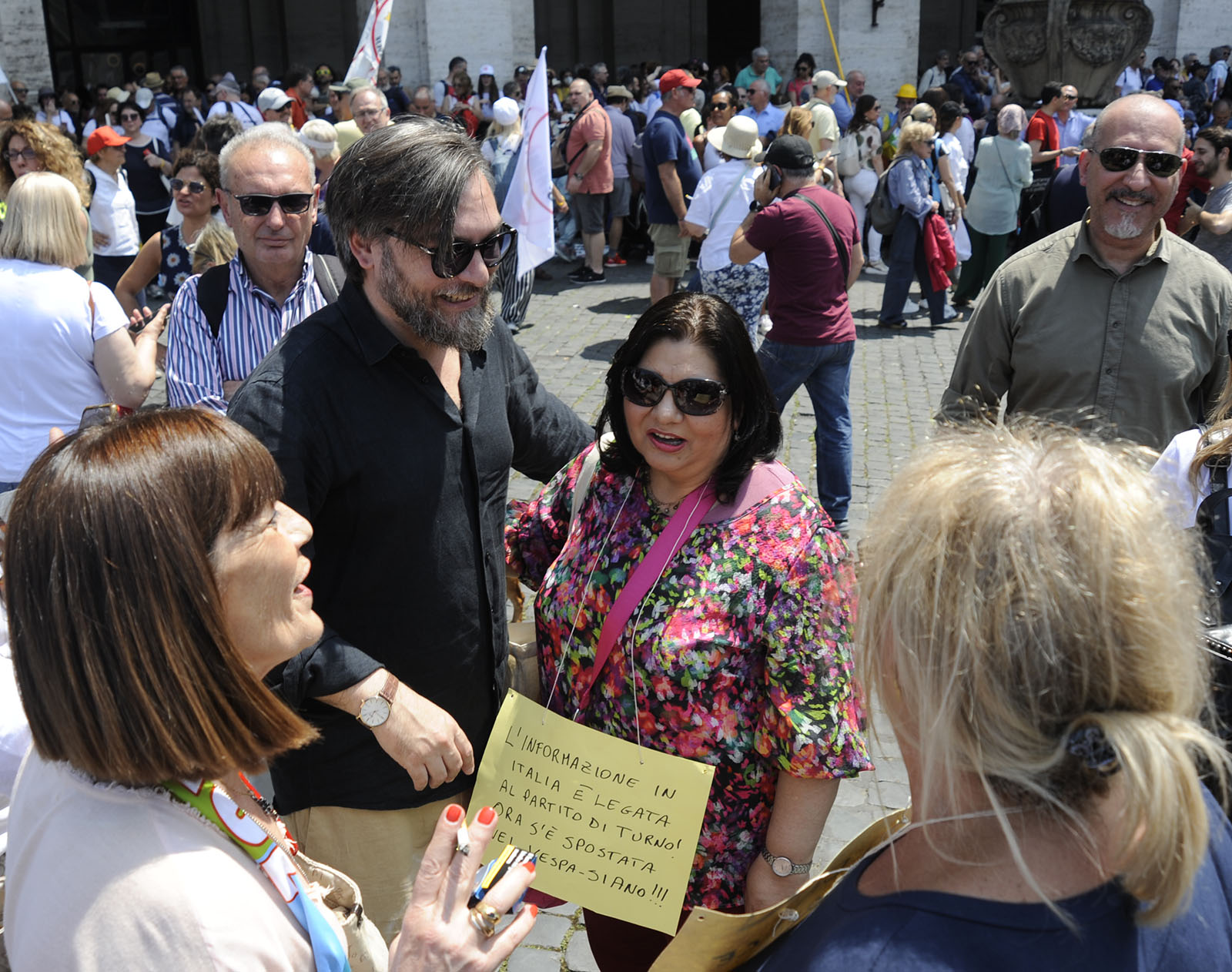
Riccardo Ricciardi alla manifestazione 5 Stelle Roma 2023

All'interno del Movimento 5 Stelle Ricciardi viene considerato esponente dell'ala a sinistra del partito, assieme a Roberto Fico, di cui è il punto di riferimento, Giuseppe Brescia, Paola Nugnes e Doriana Sarli.
Nel novembre 2018 è tra i 19 deputati 5 stelle a firmare una lettera indirizzata al proprio capogruppo Francesco D'Uva, dove si chiede le modifiche al testo del Dl "Sicurezza", fortemente voluto dal ministro dell’Interno e vicepremier Matteo Salvini.
Dopo le dimissioni di Francesco D'Uva, è in lizza per diventare il nuovo capogruppo del 5 stelle alla camera, ma alla fine l'incarico va a Davide Crippa.
A fine maggio 2020 si fa notare in un dibattito parlamentare dove critica sia il modello sanitario della Regione Lombardia adottato da Roberto Formigoni e proseguito da Roberto Maroni e da Attilio Fontana, sia le affermazioni di Giancarlo Giorgetti sul ruolo della medicina territoriale nonché della gestione dell'emergenza COVID in Lombardia da parte del suo governatore Attilio Fontana e il suo assessore alla sanità Giulio Gallera; questo  intervento scatena molte reazioni, tra cui molti parlamentari leghisti, incluso il capogruppo alla camera della Lega Riccardo Molinari, Matteo Salvini e Giorgetti stesso, Giorgia Meloni e il capogruppo alla camera di Forza Italia Mariastella Gelmini.
Il 21 ottobre 2021 viene nominato da Giuseppe Conte come vicepresidente del Movimento 5 Stelle, assieme a Paola Taverna, Alessandra Todde, Mario Turco e Michele Gubitosa, nomina poi confermata attraverso il voto degli iscritti.
Alle elezioni politiche anticipate del 2022 viene ricandidato alla Camera dei deputati, come capolista del Movimento 5 Stelle nei collegi plurinominali Toscana - 01 e Toscana - 02, risultando rieletto deputato in quest'ultimo. Nella XIX legislatura è componente della 14ª Commissione Politiche dell'Unione europea e della Commissione parlamentare di Vigilanza RAI.